# Islámský zlatý věk

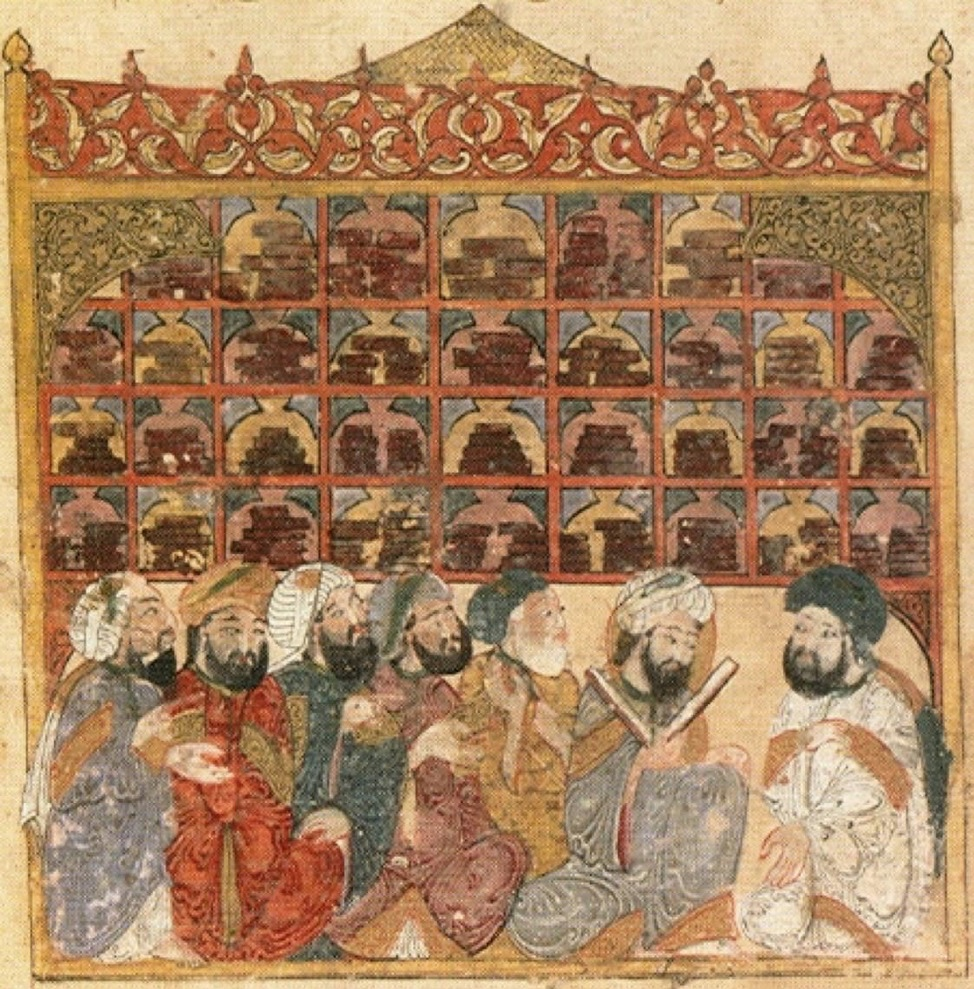
Učenci v abbásovské knihovně, Bagdád, 1237

Islámský zlatý věk je označení vztahující se na historické období islámu, které se datovalo od 8. století po 13. století, kdy byla velká část islámského světa ovládána různými chalífáty a zažívala vědecký, ekonomický a kulturní rozkvět. Toto období je tradičně chápáno tak, že začalo během panování abbásovského chalífy Hárúna ar-Rašída (786–809) spolu s otevřením Domu moudrosti v Bagdádu, kde sídlili učenci z různých částí světa, kteří měli různé kulturní zázemí a mandát shromažďovat a překládat veškeré světové klasické poznatky do arabštiny. Obecně toto období skončilo kolapsem abbásovského chalífátu společně s mongolskou invazí a obležením Bagdádu roku 1258, třebaže několik současných učenců má za konec islámského zlatého věku dobu okolo 15. až 16. století.

## Historie konceptu
Metafora zlatého věku se začala uplatňovat v literatuře 19. století o islámské historii v kontextu západního estetického trendu známého jako orientalismus. Autor Příručky pro cestovatele v Sýrii a Palestině v roce 1868 poznamenal, že nejkrásnější mešity Damašku byly „jako samotné mohamedánství, nyní rychle chátrající“ a pozůstatky „zlatého věku islámu“.
Neexistuje žádná jednoznačná definice tohoto termínu a v závislosti na tom, zda se používá se zaměřením na kulturní nebo vojenské úspěchy, může být považován za odkaz na poněkud nesourodá časová rozpětí. Zatímco někteří autoři z 19. století ho spojovali s dobou trvání chalífátu, resp. „šest a půl století“, jiní tvrdili, že zlatý věk skončil po pouhých několika desetiletích Rášidského chalífátu smrtí chalífy Umara a první fitnou.
Během počátku 20. století byl tento termín používán pouze příležitostně a často se o něm hovořilo v kontextu raných vojenských úspěchů chalífů z Rášidského chalífátu. Teprve ve druhé polovině 20. století se termín začal rozšiřovat, nyní zejména v kontextu kulturního rozkvětu vědy a matematiky za chalífátů během 9. až 11. století (tj. období mezi založením Domu moudrosti a počátkem křížových výprav), ale často byly zahrnuty i část konce 8. nebo 12. až počátek 13. století. Stanovená období se tedy mohou stále značně lišit.
Stanovovat konec islámského zlatého věku na konec chalífátů je obecně považováno za vhodný mezník založený na historickém kontextu, ale stejně tak lze tvrdit, že islámská kultura začala upadat mnohem dříve. Historik Arshad Khan identifikuje zlatý věk jako dvě století mezi lety 750 a 950 a tvrdí, že počínající ztráta území pod vedením Harúna al-Rašída se zhoršila po smrti al-Ma’múna v roce 833 a spolu s křížovými výpravami ve 12. století situace vyústila v oslabení islámské říše, ze které se již nikdy nevzpamatovala.

## Příčiny

### Náboženský vliv
Vybrané příkazy z koránu a hadís (neboli Mohamedových činů), které kladou hodnoty na vzdělání a zdůrazňují důležitost získávání znalostí, hrály zásadní roli při ovlivňování muslimů tohoto věku při jejich hledání znalostí a při rozvoji věd.
Období je známé také jako období „arabské vědy“ kvůli většině textů, které byly přeloženy ze starořečtiny do arabštiny. Fakt masového překládání, ke kterému došlo v devátém století, umožnil integraci vědy do islámského světa. Učení Řeků bylo přeloženo a jejich vědecké poznatky tím byly předány arabskému světu. Navzdory těmto podmínkám ne všichni vědci v tomto období byli muslimové nebo Arabové, protože v oblasti tehdy působila řada významných nearabských vědců (zejména Peršanů). Stejně tak existovali nemuslimští vědci, kteří přispěli k vědeckým studiím v muslimském světě.

### Podpora vládců
Tehdejší islámské dynastie silně sponzorovaly učence. Došlo k vynaložení značných objemů peněz na překladatelské hnutí. Nejlepší učenci a významní překladatelé, jako byl Hunajn ibn Ishák, měli platy, které se odhadují na ekvivalent dnešních profesionálních sportovců. Podstatné bylo založení Domu moudrosti, což byla škola a knihovna založená v Abbásovské éře v Bagdádu v dnešním Iráku chalífem al-Mansúrem v roce 825 podle vzoru perské akademie v Gundišápúru.

### Otevřenost různým vlivům

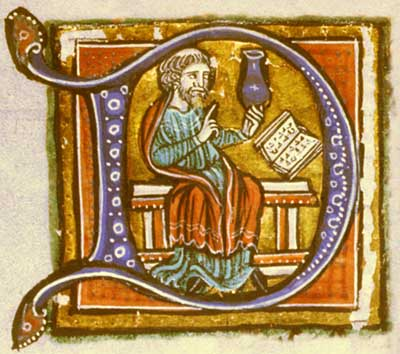
Hunajn ibn Ishák byl vůdčí osobností překladatelského hnutí

Během tohoto období muslimové projevovali silný zájem o asimilaci vědeckých poznatků dobytých civilizací. Mnoho klasických starověkých děl, která by jinak mohla být ztracena, byla přeložena ze starořečtiny, syrštiny, střední perštiny a sanskrtu do syrštiny a arabštiny, z nichž některá byla později znovu přeložena do jiných jazyků, jako byly hebrejština a latina.
Křesťané, zejména stoupenci Církve Východu (nestoriánci), přispěli k rozvoji islámské civilizaci zejména za vlády Umajjovců a Abbásovců překládáním děl řeckých filozofů a starověké vědy do syrštiny a poté do arabštiny (např. Hunajn ibn Ishák). Po dlouhou dobu byli osobními lékaři abbásovských chalífů často asyrští křesťané. Do arabštiny bylo přeloženo mnoho z nejvýznamnějších dřívějších filozofických a vědeckých děl starověkého světa, včetně díla Galéna, Hippokrata, Platóna, Aristotela, Ptolemaia a Archiméda.
Peršané byli další značnou částí vědců, kteří přispěli k islámskému zlatému věku
Zatímco regionální arabský kulturní vliv v této době vycházel z centra v Bagdádu, po mongolském zničení Abbásovského chalífátu arabský vliv poklesl.

### Nové technologie

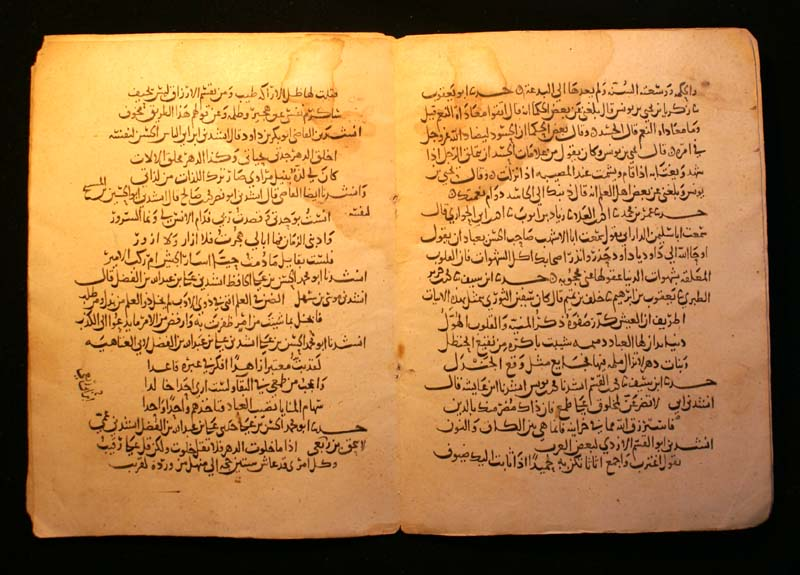
Rukopis zapsaný na papír v Abbásovské éře

S novým a jednodušším systémem psaní a rozšířením papíru byly informace zpřístupněny do té míry, že pravděpodobně poprvé v historii bylo možné se uživit pouze psaním a prodejem knih. Použití papíru se rozšířilo z Číny do muslimských oblastí v osmém století prostřednictvím masové výroby v Samarkandu a Chorásánu a v desátém století se dostal do Al-Andalus na Pyrenejském poloostrově (dnešní Španělsko a Portugalsko). Papír bylo snazší vyrobit než pergamen, dále bylo méně pravděpodobné, že praskne než papyrus, a mohl absorbovat inkoust, takže bylo obtížné ho vymazat a byl tím ideální pro vedení záznamů. Islámští výrobci papíru vymysleli metody ručního kopírování rukopisů na primitivní montážní lince, čímž mohli vytvořit mnohem rozsáhlejší náklady, než které byly po staletí dostupné v Evropě. Právě z těchto zemí se zbytek světa naučil vyrábět papír z plátna.

## Vzdělávání

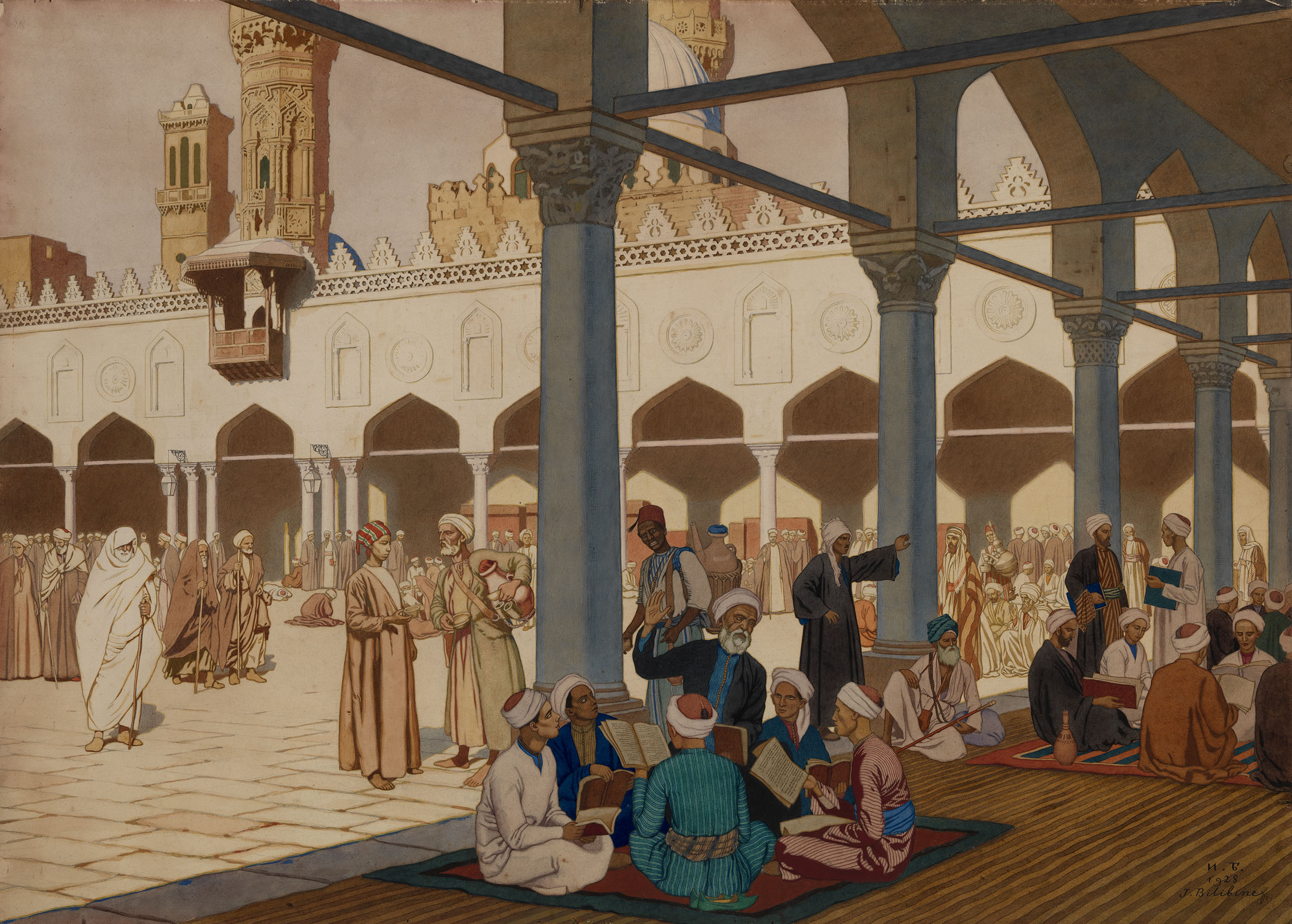
Nádvoří mešity a univerzity al-Azhar v Káhiře, Egypt

Ústřední postavení Koránu a jeho studia v islámské tradici pomohlo učinit vzdělání ústředním pilířem náboženství prakticky ve všech dobách a na všech místech v historii islámu. Důležitost učení v islámské tradici se odráží v řadě hadísů připisovaných Mohamedovi, včetně jednoho, který říká, že „hledání znalostí je pro každého muslima povinné“. Bylo zřejmé, že tento příkaz platí zejména pro učence, ale do určité míry také pro širší muslimskou veřejnost, jak dokládá výrok al-Zarnujiho, „učení je předepsáno pro nás všechny“. I když je nemožné vypočítat míru gramotnosti v předmoderních islámských společnostech, je téměř jisté, že byla relativně vysoká, alespoň ve srovnání s jejich evropskými protějšky.
Vzdělávání začínalo již v mladém věku studiem arabštiny a Koránu, a to buď doma, nebo na základní škole, která byla často součástí mešity. Někteří studenti poté přistoupili k výcviku v tafsíru (koránské exegeze) a fiqhu (islámské právní vědě), což bylo považováno za zvláště důležitou oblast vědění. Vzdělávání se zaměřovalo na memorování, ale také cvičilo pokročilejší studenty k tomu, aby se jako čtenáři a spisovatelé zapojili do tradice komentování studovaných textů. Zahrnut byl také proces socializace začínajících učenců, kteří pocházeli prakticky ze všech sociálních prostředí, do řad ulam.
V prvních několika stoletích islámu byla vzdělávací prostředí zcela neformální, ale počínaje 11. a 12. stoletím začaly vládnoucí elity zakládat instituce vyššího náboženského učení známé jako medresy ve snaze zajistit podporu a spolupráci ulamů. Medresy se brzy rozšířily v celém islámském světě, což pomohlo šířit islámské učení mimo městská centra a sjednotit různé islámské komunity do společného kulturního projektu. Medresy se věnovaly především studiu práva, ale nabízely i další předměty, jako je teologie, medicína a matematika.
Univerzita Al-Karaouine založená v roce 859 našeho letopočtu, je uvedena v Guinnessově knize rekordů jako nejstarší univerzita na světě udělující tituly. Další historickou univerzitou je Univerzita al-Azhar v Káhiře.

## Právo
Právní myšlení se postupně rozvíjelo ve studijních kruzích, kde se scházeli nezávislí učenci, aby se učili od místního mistra a diskutovali o náboženských tématech. Zpočátku byly tyto kruhy ve svých členech proměnlivé, ale postupem času se odlišné regionální právní školy vykrystalizovaly kolem sdílených souborů metodologických principů. Jak se hranice škol jasně vymezily, autorita jejich doktrinálních zásad začala být svěřována mistru právníkovi z dřívějších dob, který byl od té doby identifikován jako zakladatel školy. V průběhu prvních tří století islámu všechny právní školy přijaly široké obrysy klasické právní teorie, podle níž islámské právo muselo být pevně zakořeněno v Koránu a hadísech.
V sunnitském islámu se postupně utvořily čtyři zásadní právní školy (mazhaby) s odlišnými přístupy: 1) Hanífovský mazhab, 2) Málikovský mazhab, 3) Šáfiovský mazhab a 4) Hanbalovský mazhab.

## Teologie
Klasická islámská teologie vzešla z raného doktrinálního rozkolu, který proti sobě postavil hnutí ahl al-hadís vedené Ahmadem ibn Hanbalem, který považoval Korán a autentické hadísy za jedinou přijatelnou autoritu ve věcech víry, proti mu'tazilitům a dalším teologickým proudům, které rozvinuly teologické doktríny pomocí racionalistických metod. V roce 833 se chalífa al-Ma'mun pokusil vnutit mu'tazilitskou teologii všem náboženským učencům a zavedl inkvizici (mihna), ale pokusy o zavedení chalífského nařízení ve věcech náboženské ortodoxie nakonec selhaly. Tato polemika přetrvávala, dokud Al-Aš’arí (874–936) nenašel střední cestu mezi mu'tazilitským racionalismem a hanbalitskou doslovností pomocí racionalistických metod prosazovaných mu'tazility k obraně většiny podstatných principů, které zastávali ahl al-hadis. Kompromis mezi racionalismem a doslovností vzešel z díla al-Maturidího († asi 944), a přestože menšina učenců zůstala věrná rané víře ahl al-hadís, teologie Aš'arího a maturidů začala od 10. století ovládat sunnitský islám.

## Filosofie

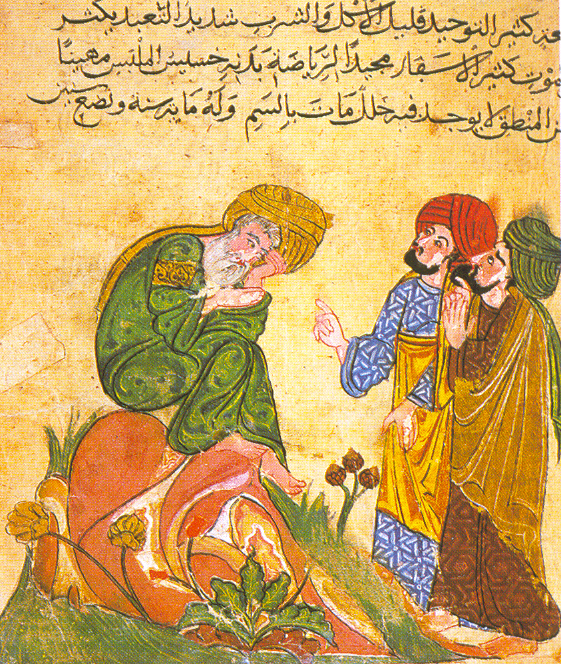
Arabský rukopis ze 13. století zobrazující Sokrata v diskusi se svými žáky

Ibn Sina (Avicenna) a Ibn Rušd (Averroes) hráli hlavní roli při interpretaci děl Aristotela, jehož myšlenky začaly ovládat nenáboženské myšlení křesťanského a muslimského světa. Podle Stanford Encyclopedia of Philosophy, překlady filozofických textů z arabštiny do latiny v západní Evropě „vedly k transformaci téměř všech filozofických disciplín ve středověkém latinském světě“. Vliv islámských filozofů v Evropě byl zvláště silný v přírodní filozofii, psychologii a metafyzice, i když ovlivnil také studium logiky a etiky.

## Matematika
Perský matematik Al-Chorezmí měl významný přínos ve vývoji algebry, aritmetiky a indicko-arabské číselné soustavy. Byl popsiován jako otec nebo zakladatel algebry.
Další perský matematik, Omar Chajjám, je považován za původce stanovení základů analytické geometrie. Omar Chajjám objevil obecné geometrické řešení kubické rovnice. Jeho kniha byla významným krokem ve vývoji algebry, je součástí souboru perské matematiky, která byla nakonec přenesena i do Evropy.
Ještě další perský matematik, Šaraf al-Din al-Tusí, našel algebraická a numerická řešení různých případů kubických rovnic. Rozvinul také koncept funkce.
Ibn al-Hajtham (Alhazen) objevil součtový vzorec pro čtvrtou mocninu pomocí metody, kterou lze obecně použít k určení součtu pro jakoukoli integrální mocninu. Použil to k nalezení objemu paraboloidu. Dokázal najít integrální vzorec pro jakýkoli polynom, aniž by vytvořil obecný vzorec.
Islámské umění využívá geometrické vzory a symetrie v mnoha svých uměleckých formách, zejména v girihových obkladech. Ty jsou tvořeny pomocí sady pěti tvarů dlaždic, a to pravidelného desetiúhelníku, podlouhlého šestiúhelníku, motýlka, kosočtverce a pravidelného pětiúhelníku.
Džamšíd al-Kášíův odhad hodnoty čísla pí nebyl překonán po dobu 180 let.
Ibn Muʿādh al-Jayyānī je jedním z několika islámských matematiků, kterým je připisována sinová věta a další přínosy v trigonometrii.

## Přírodní vědy
Ibn al-Hajtham (Alhazen) byl významnou postavou v historii vědecké metody, zejména ve svém přístupu k experimentování, a byl popsán jako „první skutečný vědec na světě“.
Lékař Abú Bakr Mohammed ibn Zakaríja ar-Rází byl prvním zastáncem experimentální medicíny a doporučoval používat kontrolu pro klinický výzkum. Řekl: „Pokud chcete studovat vliv krveprolití na stav, rozdělte pacienty do dvou skupin, provádějte odběr krve pouze u jedné skupiny, sledujte obě a porovnejte výsledky“.

### Astronomie

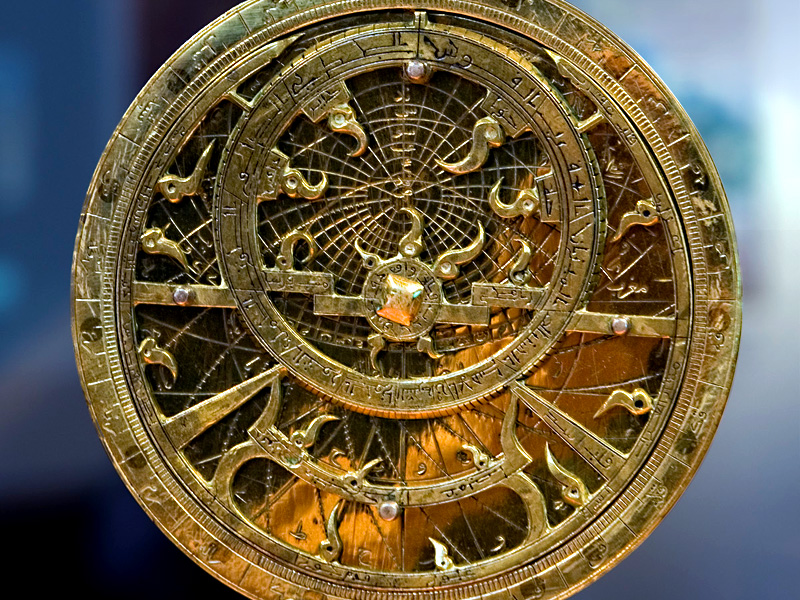
Vylepšení astrolábu bylo jedním z úspěchů této éry

Astronomie v islámu byla schopna výrazně růst díky několika klíčovým faktorům. Jeden faktor byl geografický: islámský svět byl blízko starověkým zemím Řeků, které měly cenné starověké znalosti o nebesích v řeckých rukopisech. Během nové dynastie Abbásovců po přesunu hlavního města v roce 76 n. l. do Bagdádu byli překladatelé podporováni, aby překládali řecké texty do arabštiny. Toto překladatelské období vedlo k překládání mnoha významných vědeckých děl od Galena, Ptolemaia, Aristotela, Eukleida, Archiméda a Apollonia do arabštiny. Z těchto překladů dříve ztracené znalosti o vesmíru byly nyní používány k pokroku současných astrologických myslitelů. Druhým klíčovým faktorem růstu astronomie byly náboženské obřady, které dodržovali muslimové, kteří od nich očekávali, že se budou během dne přesně modlit. Tato pozorování v měření času vedla k mnoha otázkám vůči předchozí řecké matematické astronomii, zejména jejich měření času.
Astroláb byl řecký vynález, který byl důležitým dílem arabské astronomie. Astroláb je ruční dvourozměrný model oblohy, který může řešit problémy sférické astronomie. Použití astrolábu je nejlépe vyjádřeno v Al-Farghaního pojednání o astrolábu, a to díky matematickému způsobu, jakým tento nástroj použil v astrologii, astronomii a měření času. Nejstarší známý astroláb, který dnes existuje, pochází z islámského období. Vyrobil ho Nastulus v letech 927-928 našeho letopočtu a nyní je pokladem Kuvajtského národního muzea.
Kolem roku 964 n. l. popsal perský astronom Abdurrahmán ibn Umar as-Súfí ve své Knize stálých hvězd „mlhavou skvrnu“ v souhvězdí Andromedy, jde o první doložený odkaz na to, co je nyní známo jako galaxie Andromeda, nejbližší spirální galaxie k Mléčné dráze.
Geocentrický systém vyvinutý Ptolemaiem umístil Slunce, Měsíc a další planety na oběžnou dráhu kolem Země. Ptolemaios se domníval, že se planety pohybují po kruzích zvaných epicykly a že jejich středy se pohybují na deferentech. Deferenty byly excentrické a úhlový pohyb planety byl rovnoměrný kolem ekvantu, což byl bod naproti odloženému středu. Jednoduše, Ptolemaiovy modely byly matematickým systémem pro předpovídání poloh planet. Jedním z prvních, kdo tento model kritizoval, byl Ibn al-Hajtham, vůdčí fyzik z 11. století působící v Káhiře. Ve 13. století pak Naṣīr al-Dīn al-Ṭūsī vybudoval observatoř Maragha na území dnešního Íránu.

### Fyzika
Alhazen se významně podílel na vývoji optiky. Jednou z převládajících teorií vidění v jeho době a místě byla emisní teorie podporovaná Eukleidem a Ptolemaiem, kde zrak fungoval tak, že oko vyzařovalo paprsky světla, a druhou byla aristotelovská teorie, že zrak funguje tak, že podstata předmětů proudí do očí. Alhazen správně tvrdil, že k vidění došlo, když se světlo, pohybující se v přímých liniích, odráží od předmětu do očí. Al-Birúní (Aliboron) psal o svých studiích světla a uvedl, že jeho rychlost musí být obrovská ve srovnání s rychlostí zvuku.

### Chemie
V raném islámském období byly vytvořeny některé z nejdéle trvajících teoretických rámců v alchymii a chemii. Síro-rtuťová teorie kovů, poprvé testována již dříve, ale v arabských spisech připisovaných Geberovi (napsáno asi 850–950), zůstane základem všech teorií složení kovů až do osmnáctého století. Stejně tak Smaragdová deska, kompaktní a záhadný text, který by všichni pozdější alchymisté až po Isaaca Newtona (1642–1727) považovali za základ svého umění, se poprvé vyskytuje v Sirr al-khalīqa a v jednom z připisovaných děl Geberovi.
Podstatného pokroku bylo dosaženo také v praktické chemii. Díla připisovaná Geberovi a díla perského alchymisty a lékaře Abú Bakr Mohammeda ibn Zakaríja ar-Rázího (asi 865–925) obsahují nejstarší známé systematické klasifikace chemických látek. Alchymisté se však nezajímali pouze o identifikaci a klasifikaci chemických látek, ale také o jejich umělé vytváření. Mezi významné příklady ze středověkého islámského světa patří syntéza chloridu amonného z organických látek, jak je popsána v pracích připisovaných Geberovi a experimenty Abú Bakra al-Rázího s vitriolem, což nakonec přispělo k objevu anorganických kyselin, jako jsou kyselina sírová a kyselina dusičná, latinskými alchymisty třináctého století.

### Biologie

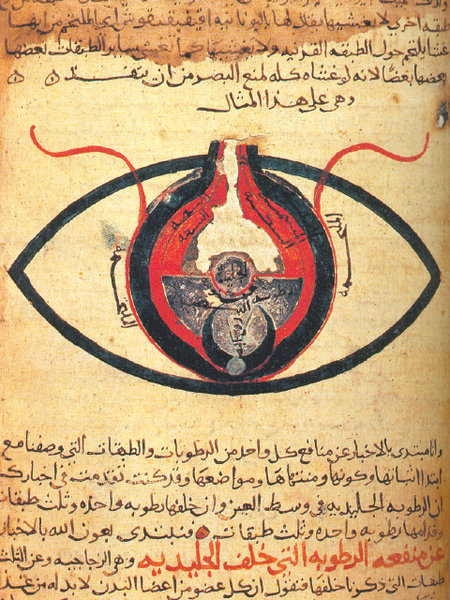
Oko, podle Hunajna ibn Isháka. Z rukopisu datovaného kolem roku 1200.

Moderní komentátoři přirovnali středověké spisy o „boji o přežití“ v živočišné říši k evoluční teorie. Conway Zirkle tak ve svém přehledu historie myšlenek, které vedly k teorii přirozeného výběru, poznamenal, že Al-Džáhiz byl jedním z těch, kteří diskutovali o „boji o přežití“, ve svém spisu Kitāb al-Hayawān (Kniha zvířat), napsané v 9. století. Ve 13. století Naṣīr al-Dīn al-Ṭūsī věřil, že lidé pocházejí z pokročilých zvířat, a řekl: "Takoví lidé [pravděpodobně antropoidní opice] žijí v západním Súdánu a dalších vzdálených koutech světa. Zvířatům jsou podobni svými zvyky, činy a chováním.“[105] V roce 1377 Ibn Chaldún ve své knize Muqaddimah prohlásil: „Zvířecí říše se rozvinula, její druhy se rozmnožily, a to v postupném procesu Stvoření; to skončilo v člověku a vzniklo ze světa opic."
V genetice byl Al-Zahráví (Abulcasis) prvním lékařem, který identifikoval dědičnou povahu hemofilie.
Na svou dobu bylo v islámském světě velmi rozvinuté také lékařství a soustava nemocnic a lékáren.

## Umění

### Výtvarné umění
Kaligrafie, základní aspekt psané arabštiny, byla rozvinutá v rukopisech a architektonické výzdobě. Tuto formu vizuálního umění lze nalézt na stěnách paláců, v interiérech a kopulích mešit, stejně jako na okolní struktuře minbarů.

### Hudba
V devátém a desátém století došlo k rozkvětu arabské hudby. Filozof a estét Al-Fárábí na konci devátého století položil základy moderní arabské hudební teorie založené na maqammat neboli hudebních módech. Jeho tvorba byla založena na hudbě Zirjaba, dvorního hudebníka Andalusie. Zirjab byl proslulý polyhistor, jehož příspěvky k západní civilizaci zahrnovaly formální stolování, stříhání vlasů, šachy a další; vedle jeho dominance na světové hudební scéně devátého století.

### Architektura

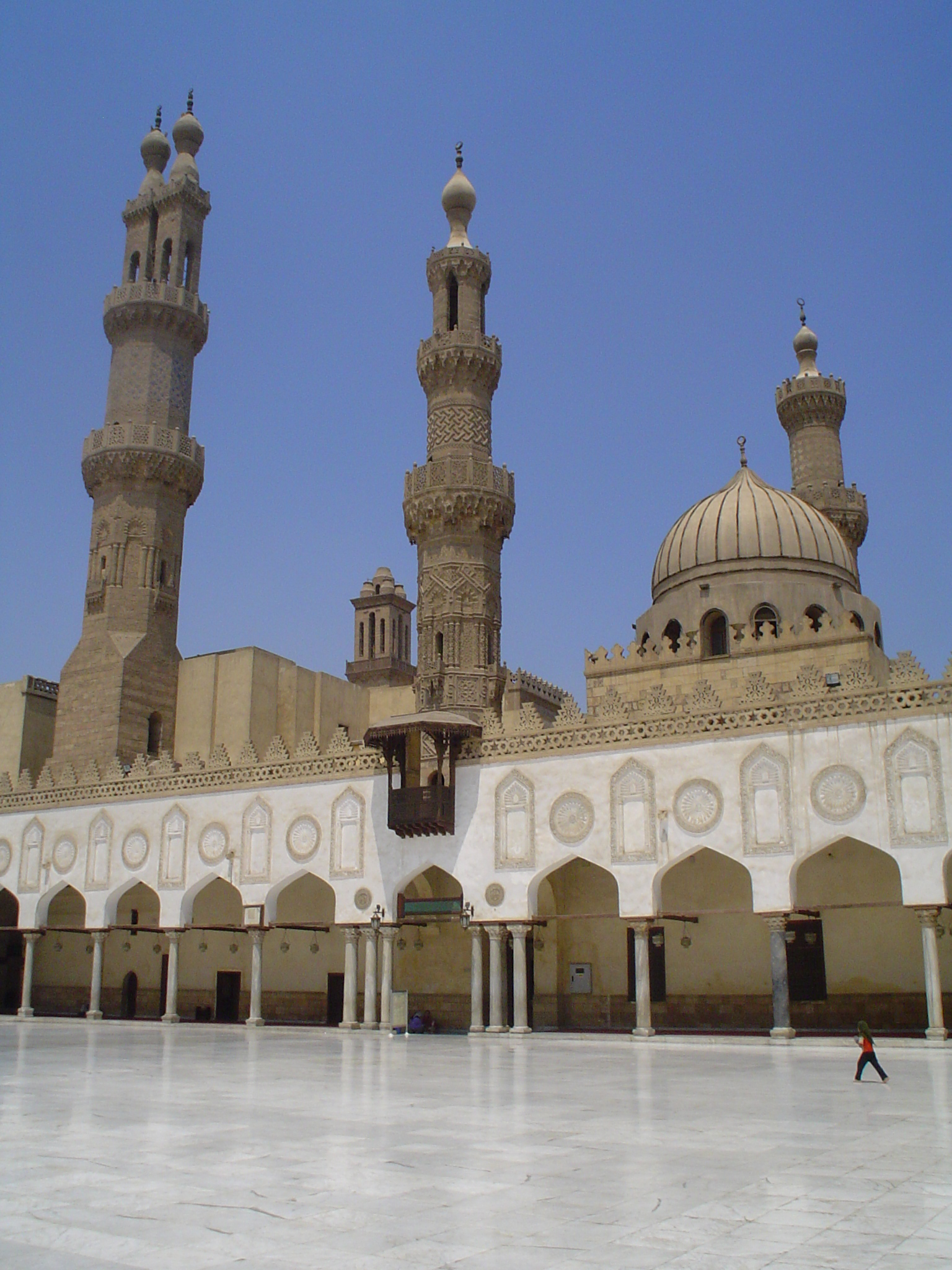
Mešita Al-Azhar, Káhira: Nádvoří mešity, datované do období Fátimovců. Nahoře minarety pocházejí z mamlúckého období

Velká mešita Kajruván (v Kajruvánu, Tunisku), předchůdce všech mešit v západním islámském světě s výjimkou Turecka a Balkánu, je jedním z nejlépe zachovaných a nejvýznamnějších příkladů raných velkých mešit. Byla založena v roce 670 a ve své dnešní podobě pochází převážně z 9. století. Velká mešita v Kajruvánu se skládá z třípatrového čtvercového minaretu, velkého nádvoří obklopeného sloupovími a obrovského hypostylového modlitebního sálu pokrytého na své ose dvěma kupolemi.
Velká mešita v Samarře (v Samarře, v Iráku) byla dokončena v roce 847. Kombinovala hypostylovou architekturu řad sloupů podpírajících plochou základnu, nad níž byl postaven obrovský spirálovitý minaret.
Začátek výstavby Velké mešity v Córdobě v roce 785 znamenal začátek islámské architektury ve Španělsku a severní Africe. Mešita je známá svými výraznými vnitřními oblouky. Maurská architektura dosáhla svého vrcholu výstavbou Alhambry, nádherného paláce/pevnosti Granady, s otevřenými a svěžími vnitřními prostory zdobenými červenou, modrou a zlatou barvou. Stěny jsou zdobeny stylizovanými motivy listů, arabskými nápisy a arabeskovým designem, přičemž stěny jsou pokryty geometricky vzorovanými glazovanými dlaždicemi.

## Úpadek
Historik ekonomie Joel Mokyr tvrdil, že islámský filozof Al-Ghazálí (1058–1111) „byl klíčovou postavou v úpadku islámské vědy“ a že to vedlo ke kulturnímu posunu vyhýbajícímu se vědecké myšlení. Tvrdí se však také, že Al-Ghazálí byl místo toho obdivovatelem a přívržencem filozofie, ale pouze kritizoval použití filozofie v náboženských záležitostech. Výzkum navíc poukázal na to, že zlatý věk se nezpomalil po Al-Ghazálím, který žil v 11. století, přičemž někteří zlatý věk datují až do přibližně 16. až 17. století.
Historik Ahmad Y. al-Hassan odmítl tezi, že příčinou úpadku byl pokles kreativního myšlení, a tvrdil, že věda byla vždy oddělena od náboženské argumentace; místo toho analyzoval pokles z hlediska ekonomických a politických faktorů, přičemž vychází z díla spisovatele Ibn Chaldúna ze 14. století.
Několik dalších současných vědců analyzovalo pokles z hlediska politických a ekonomických faktorů. Současný výzkum vedl k závěru, že „dostupné důkazy jsou v souladu s hypotézou, že nárůst politické moci těchto elit způsobil pozorovaný pokles vědeckého výkonu.“ Pokles by mohl být součástí většího trendu, kdy nezápadní svět zaostával za Západem ve socio-ekonomickém jevu Velké divergence. V roce 1206 Čingischán založil Mongolskou říši, která si během 13. století podmanila většinu euroasie, včetně Číny na východě a velké části starého islámského chalífátu (stejně jako Kyjevské Rusi) na západě. Zničení Bagdádu a Domu moudrosti mongolským císařem Hülegüem v roce 1258 někteří považovali za konec zlatého islámského věku. Zatímco dříve z Bagdádu vyzařoval kulturní vliv, po pádu Bagdádu zaznamenaly naopak Írán a Střední Asie kulturní rozkvět díky zvýšenému mezikulturnímu přístupu do východní Asie pod mongolskou nadvládou.